# Last Time I Saw Him (песня)
«Last Time I Saw Him» (с англ. — «В последний раз, когда я видела его») — песня, записанная американской певицей Дайаной Росс для её одноимённого шестого студийного альбома в 1973 году.

## О песне
Композитором и продюсером песни стал Майкл Массер, который ранее работал с певицей над альбомом  Touch Me in the Morning и одноимённая песня с которого стала лидером синглового чарта Billboard, текст написала Пэм Сойер. Записана песня была в августе 1973 года. Песня несколько отличается от привычного стился певицы, поскольку в ней имеет место кантри музыка, в частности можно услышать банджо. Аранжировками также занимались Майкл Омартиан и Джин Пейдж.

## Коммерческий приём
Песня была выпущена в качестве лид-сингла с альбома в тот же день что и сам альбом — 6 декабря 1973 года. Сингл добрался до 14 места в чарте Billboard Hot 100, 16 места в чате Top Hot Soul Singles, а также занял первое место в чарте Top Easy Listening, проведя на вершине три недели. К слову, песня также возглавила годовой итоговый список данного чарта за 1974 год, обойдя такие громкие хиты как «The Way We Were» Барбры Стрейзанд и «Annie’s Song» Джона Денвера.

## Чарты
| Чарт (1973–1974)                      | Пиковая позиция |
| ------------------------------------- | --------------- |
| Австралия (Kent Music Report)         | 18              |
| Канада (RPM Top Singles)              | 8               |
| Канада (RPM Adult Contemporary)       | 50              |
| Новая Зеландия (Listener)             | 18              |
| Великобритания (OCC UK Singles)       | 35              |
| США (Billboard Hot 100)               | 14              |
| США (Billboard Hot R&B/Hip-Hop Songs) | 15              |
| США (Billboard Adult Contemporary)    | 1               |
| США (Cash Box Top 100)                | 9               |

| Чарт (1974)                                | Позиция |
| ------------------------------------------ | ------- |
| Австралия (Kent Music Report)              | 156     |
| Канада (RPM Top 200 Singles)               | 86      |
| США (Billboard Top Easy Listening Singles) | 1       |

## Кавер-версии
- Фактически следом, в феврале 1974 года певица Дотти Уэст исполнила кантри-версию песни, которая смогла попасть на 8 место в чарте Hot Country Singles[15].
- В том же 1974 году финская певица Леа Лавен[фин.] выпускает версию на финском языке под названием «Jää vielä aamuun» и включает её на альбом Niin[фин.][16].
- В 1976 году шведская певица Лилль-Бабс включила немецкую версию песни под названием «Du alter gauner» на свой альбом Willkommen auf Erden[17].
- В 1979 году немецкая певица Элке Бест[нем.] выпускает другую немецкую версию песни под названием «Du bist der Größte»[18].
- В 1995 году на экраны выходит фильм «Большие мечты и разбитые сердца: История Дотти Уэст», где актриса Мишель Ли, играющая роль Дотти Уэст, исполняет эту самую песню.